# Gustav Gerneth
Gustav Gerneth (Stettino, 15 ottobre 1905 – Havelberg, 21 ottobre 2019) è stato un supercentenario tedesco, vissuto 114 anni e 6 giorni.
Fino al 10 dicembre 2023, quando la sua età finale è stata superata da Charlotte Kretschmann, è stato la persona tedesca più longeva di sempre, escludendo Augusta Holtz e Charlotte Benkner, nate in Germania ma emigrate e successivamente decedute negli Stati Uniti. È stato Uomo vivente più longevo d'Europa dal 29 gennaio 2018 e Uomo vivente più longevo del mondo dal 20 gennaio 2019 fino alla sua morte. Tuttavia, a causa di informazioni incerte circa la data di nascita, il suo caso non è ancora stato accertato.

## Biografia
Nacque a Stettino, nell'allora Impero tedesco, ora città della Polonia ribattezzata col polacco "Szczecin". Lavorò in una compagnia di spedizioni e in una fabbrica produttrice di gas. Durante la seconda guerra mondiale era un meccanico che lavorava per la Luftwaffe. Nel 1930 si sposò con Charlotte Grubert (morta nel 1988) e la coppia ebbe tre figli. Dopo la morte di Luzia Mohrs, nata il 23 marzo 1904 in Germania ed emigrata in Brasile, il 16 ottobre 2017 (all'età di 112 anni e un giorno) Gerneth divenne il più anziano tedesco vivente. 
Trascorse gli ultimi quarant'anni della sua vita a Havelberg, nella Sassonia-Anhalt, in una casa di mattoni con ripide scale d'ingresso. Al compimento dei 113 anni, il sindaco di Havelberg gli fece visita: a quel tempo stava ancora bene ed aveva una mente lucida.
Il 15 ottobre 2019 ha compiuto 114 anni diventando il primo uomo europeo a raggiungere questo traguardo dopo il 2004 (anno in cui lo spagnolo Joan Riudavets Moll compì 114 anni), ma è morto sei giorni più tardi per cause naturali.
Se la sua età raggiunta venisse confermata, Gustav Gerneth risulterebbe l'ottava persona di sesso maschile più longeva della storia.